# Markus Høiberg
Markus Snøve Høiberg (Oppdal, 6 de junio de 1991) es un deportista noruego que compite en curling.
Ganó dos medallas en el Campeonato Mundial de Curling, en los años 2014 y 2015, y dos medallas en el Campeonato Europeo de Curling, en los años 2010 y 2013.
Participó en tres Juegos Olímpicos de Invierno, entre los años 2014 y 2022, ocupando el sexto lugar en Pekín 2022, en la prueba masculina.

## Palmarés internacional
| Campeonato Mundial | Campeonato Mundial  | Campeonato Mundial | Campeonato Mundial |
| Año                | Lugar               | Medalla            | Prueba             |
| ------------------ | ------------------- | ------------------ | ------------------ |
| 2014               | Pekín (China)       | Medalla de oro     | Equipo             |
| 2015               | Halifax (Canadá)    | Medalla de plata   | Equipo             |
| Campeonato Europeo |                     |                    |                    |
| Año                | Lugar               | Medalla            | Prueba             |
| 2010               | Champéry (Suiza)    | Medalla de oro     | Equipo             |
| 2013               | Stavanger (Noruega) | Medalla de plata   | Equipo             |